# Twentieth Century (tipografia)
Twentieth Century é uma fonte tipográfica desenhada por Sol Hess entre 1937 a 1947 para a Lanston Monotype Company (LMC).
Uma família de fontes muito grande, a Twentieth Century é particularmente conhecida por uma gama limitada de estilos que estão sendo agrupados com muitos produtos da Microsoft como o Office.

## Família de fontes Twentieth Century
- Twentieth Century Classified MT Regular
- Twentieth Century Classified MT Bold
- Twentieth Century MT Light
- Twentieth Century MT Light Italic
- Twentieth Century MT Semi Medium
- Twentieth Century MT Medium
- Twentieth Century MT Medium Italic
- Twentieth Century MT Semi Bold
- Twentieth Century MT Bold
- Twentieth Century MT Bold Italic
- Twentieth Century MT Extra Bold
- Twentieth Century MT Extra Bold Italic
- Twentieth Century MT Ultra Bold
- Twentieth Century MT Ultra Bold Italic
- Twentieth Century MT Medium Condensed
- Twentieth Century MT Bold Condensed
- Twentieth Century MT Extra Bold Condensed
- Twentieth Century MT Ultra Bold Condensed
- Twentieth Century Poster MT Plain

1. ↑  «Installed files list for Office 2011». OfficeForMacHelp.com. Consultado em 14 de junho de 2015